# Amata stenoptera
Amata stenoptera là một loài bướm đêm thuộc phân họ Arctiinae, họ Erebidae.